# Emil Constantin Hoară
Emil Constantin Hoară (n. 22 august 1942) este un fost deputat român în legislatura 1992-1996, ales în județul Gorj. Emil Constantin Hoară a devenit un deputat neafiliat din septembrie 1996, după ce a fost ales pe listele PSM.